# Pointis-Inard
Pointis-Inard (okzitanisch Puntís d'Inard) ist eine französische Gemeinde mit 920 Einwohnern (Stand: 1. Januar 2022) im Département Haute-Garonne in der Region Okzitanien; sie ist Teil des Arrondissements Saint-Gaudens und des Kantons Saint-Gaudens. Die Einwohner werden Pointis-Inardais genannt.

## Geografie
Pointis-Inard liegt in der historischen Provinz Comminges am Fuß der Pyrenäen und am Ufer der Garonne, die die nördliche Gemeindegrenze bildet, etwa 77 km südwestlich von Toulouse. Umgeben wird Pointis-Inard von den Nachbargemeinden Estancarbon im Norden, Labarthe-Inard im Nordosten, Montespan im Osten, Ganties im Südosten, Soueich im Süden, Lespiteau im Südwesten, Rieucazé im Westen sowie Miramont-de-Comminges im Westen und Nordwesten.

## Bevölkerung
| Jahr      | 1962 | 1968 | 1975 | 1982 | 1990 | 1999 | 2006 | 2013 |
| --------- | ---- | ---- | ---- | ---- | ---- | ---- | ---- | ---- |
| Einwohner | 680  | 663  | 616  | 650  | 688  | 740  | 786  | 867  |

## Sehenswürdigkeiten
- Kapelle Saint-Sernin aus dem 12. Jahrhundert

Siehe auch: Liste der Monuments historiques in Pointis-Inard